# Aleksandr Barkashov
Aleksandr Petróvich Barkashov (Moscú, 6 de octubre de 1953) es un activista político ruso, de línea ultranacionalista rusa y de extrema derecha.
Hijo de un electricista y una enfermera, es el creador del partido Unidad Nacional Rusa, una formación política de ideología neonazi con rasgos racistas, eslavistas y antisemitas. Barkashov, cristiano y admirador de la figura de Adolf Hitler, es autor de Ázbuka rússkogo natsionalista.